# Außenpolitik Nordkoreas

Staaten, mit denen Nordkorea diplomatische Beziehungen unterhält.

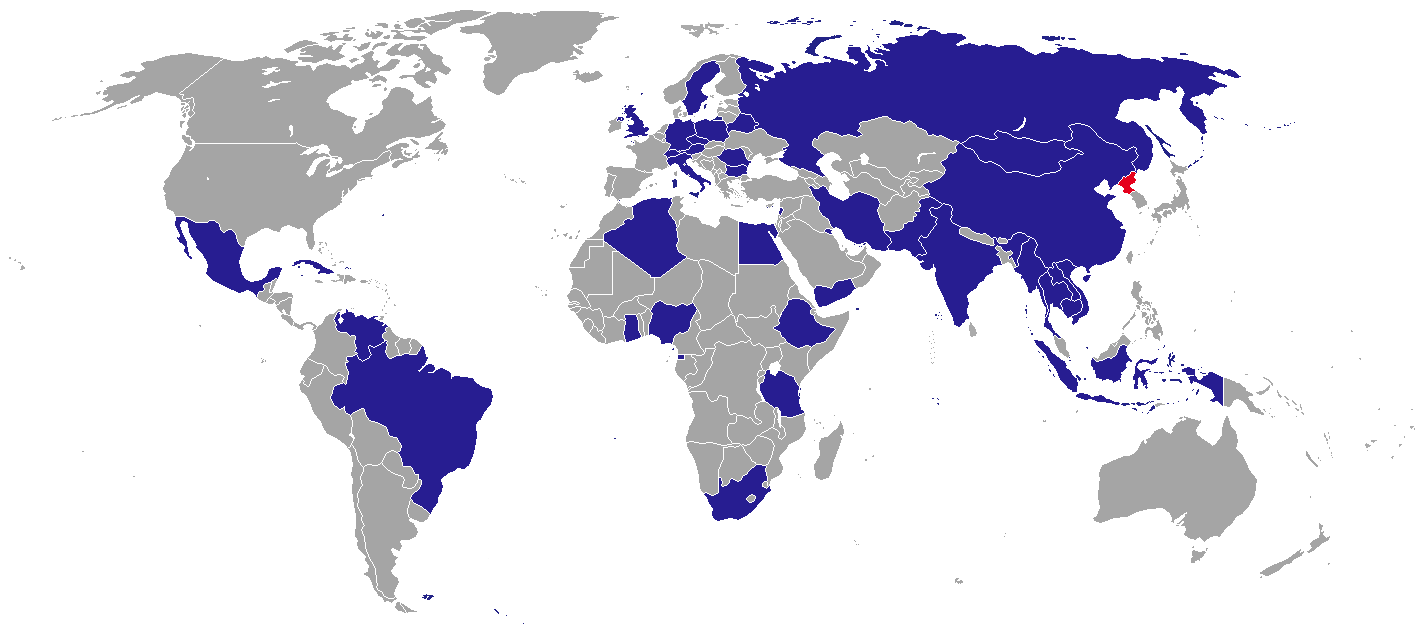
Standorte der diplomatischen Vertretungen Nordkoreas

Die Außenpolitik Nordkoreas beruht auf der Chuch’e-Ideologie und betont die absolute Souveränität und Eigenständigkeit Nordkoreas gegenüber der Außenwelt. Oberstes Staatsziel ist das Überleben der totalitär regierenden Kim-Dynastie, wobei sich das Land nicht an die als üblich geltenden Normen und Regeln der internationalen Diplomatie gebunden sieht. Durch das Atomprogramm Nordkoreas ist das Land international nahezu völlig isoliert und wurde mehrmals mit UN-Sanktionen belegt. Nominell einzige Verbündete sind die Nachbarländer Russland und China, welche in der Vergangenheit allerdings ebenfalls das Atomprogramm des Landes kritisiert haben. Nordkorea erhebt Anspruch auf das Staatsgebiet von Südkorea und sieht sich als einzige legitime Regierung der koreanischen Halbinsel. Die beiden Koreas unterhalten deshalb keine diplomatischen Beziehungen, auch wenn es zu zwischenstaatlichen Kontakten zwischen ihnen gekommen ist. Offen feindschaftlich sind die Beziehungen zu den USA und zu Japan, denen die nordkoreanische Staatspropaganda mehrmals mit der nuklearen Vernichtung gedroht hat.
Trotz des Isolationismus von Nordkorea, das dem Land die Bezeichnung als Einsiedlerkönigreich und Pariastaat eingebracht hat, unterhält das Land diplomatische Kontakte zu knapp 160 Ländern.

## Grundlagen der Außenpolitik
Die Verfassung Nordkoreas legt die Außenpolitik des Landes fest. Während Artikel 2 der Verfassung das Land als „revolutionären Staat“ beschreibt, heißt es in Artikel 9, dass das Land auf die Wiedervereinigung Koreas, die Aufrechterhaltung der staatlichen Souveränität und politischen Unabhängigkeit sowie die „nationale Einheit“ hinarbeiten wird.
In vielen Artikeln wird die Außenpolitik des Landes genau beschrieben. In Artikel 15 heißt es, dass das Land „die demokratischen nationalen Rechte der koreanischen Landsleute im Ausland und ihre legitimen Rechte und Interessen, wie sie vom Völkerrecht anerkannt werden, schützen“ wird, und in Artikel 17 werden die Grundsätze der Außenpolitik des Landes erläutert:
- Grundlegende Ideale ihrer Außenpolitik sind „Unabhängigkeit, Frieden und Freundschaft“.[1]
- Aufnahme politischer, wirtschaftlicher, kultureller und diplomatischer Beziehungen zu „befreundeten Ländern“ auf der Grundlage von „völliger Gleichheit, Unabhängigkeit, gegenseitiger Achtung, Nichteinmischung in die Angelegenheiten des anderen und gegenseitigem Nutzen“.[1]
- Einigung mit den „Völkern der Welt, die ihre Unabhängigkeit verteidigen“[1]
- Aktive Unterstützung und Ermutigung des „Kampfes aller Völker, die sich jeder Form von Aggression und Einmischung widersetzen und für die Unabhängigkeit ihrer Länder und die nationale und Klassenemanzipation kämpfen.“[1]

Die Chuch’e-Ideologie ersetzte nach dem Zerfall der Sowjetunion den Marxismus-Leninismus als Leitlinie der inneren und äußeren Politik. Chuch’e setzt auf Autarkie gegenüber dem Ausland und verstärkte die Isolation Nordkoreas. Die Chuch’e-Ideologie wurde später durch Sŏn’gun ergänzt, eine Militär-zuerst-Doktrin. Beide Ideen sind in der Verfassung festgeschrieben und sind offizielle Politik.
Im Zentrum des nordkoreanischen Staatswesens steht der totalitär regierende Oberste Führer, derzeit Kim Jong-un. Als „ewiger Präsident“ fungiert der inzwischen verstorbene Staatsgründer Kim Il-sung, was eine weltweite Ausnahme ist. Aufgrund der Intransparenz des nordkoreanischen politischen Systems ist es nicht von außerhalb zu erkennen, auf welche Weise außenpolitische Entscheidungen zustande kommen. Der Bruder des obersten Führers Kim Jong-un, der 2017 ermordete Kim Jong-nam, bezeichnete seinen Bruder als Marionette des Regimes, der nur als Symbolfigur fungieren würde.

## Geschichte

### 1945–1990
Der Staat Nordkorea entstand 1945 unter dem Einfluss der stalinistischen Sowjetunion (UdSSR) und wurde nach deren Vorbild als kommunistischer Staat etabliert. Nordkorea wurde von einer Fraktion regiert, die ihre Wurzeln in einer antijapanischen koreanischen Bewegung in der Mandschurei und in China hat, an der Staatsgründer Kim Il-sung partizipierte und später die Partei der Arbeit Koreas gründete. Nach 1945 lieferte die UdSSR wirtschaftliche und militärische Hilfe, die es Nordkorea ermöglichte, 1950 in Südkorea einzumarschieren. Während des bis 1953 anhaltenden Koreakriegs wurde Nordkorea von der von Mao Zedong regierten Volksrepublik China mit 3 Millionen Soldaten unterstützt. Der Krieg führte zur Zerstörung der koreanischen Halbinsel und der endgültigen Teilung Koreas am 38. Breitengrad. In den ersten Jahren der Existenz Nordkoreas waren die Volksrepublik China und die UdSSR die hauptsächlichen Verbündeten des Landes und leisteten Hilfen zum Wiederaufbau in der Nachkriegszeit. Kim Il-sung war allerdings stark misstrauisch gegenüber allen ausländischen Einflüssen. Nachdem China und die Sowjetunion seine Absetzung gegen Ende der 1950er Jahre unterstützt hatten, ließ er sowohl gegen prochinesische als auch gegen prosowjetische Parteikader Säuberungen durchführen, um den ausländischen Einfluss zu begrenzen, was das Entstehen eines eigenständigen nordkoreanischen Kommunismus begünstigte.

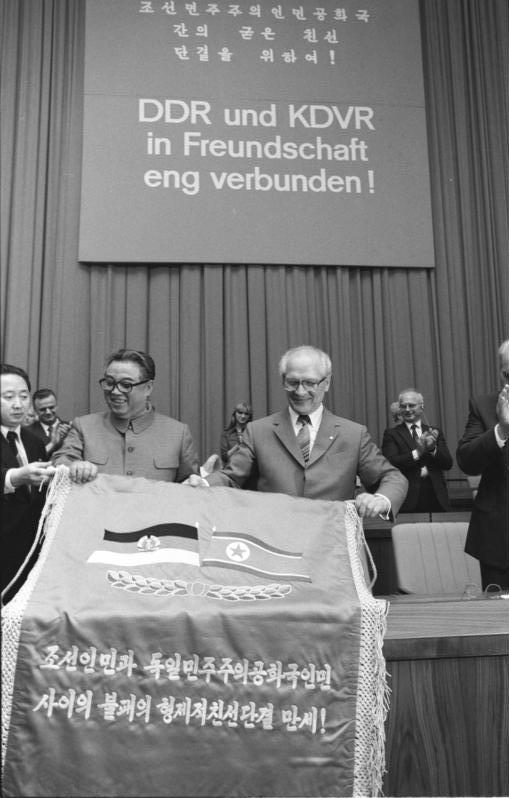
Kim Il-sung und Erich Honecker (1984)

Während des chinesisch-sowjetischen Zerwürfnisses nahm Nordkorea keine klare Position ein, um weiterhin von beiden Ländern Wirtschaftshilfen erhalten zu können. 1961 schloss Nordkorea formelle Verträge über gegenseitige Sicherheitsbündnisse mit der Sowjetunion und China ab, die bis heute gelten. Im Falle Chinas unterzeichneten Kim Il-sung und Zhou Enlai den Freundschaftsvertrag zwischen China und Nordkorea über gegenseitige Hilfe und Zusammenarbeit, in dem sich das kommunistische China verpflichtete, seinem Verbündeten gegen jeden Angriff von außen sofort mit allen Mitteln militärische und sonstige Hilfe zu leisten. In den 1960er Jahren etablierte Nordkorea diplomatische Beziehungen zu zahlreichen Staaten der Dritten Welt, angefangen mit Algerien 1962. Nordkorea baute enge Beziehungen zu Jugoslawien unter Josip Broz Tito, Rumänien unter Nicolae Ceaușescu und Libyen unter Muammar al-Gaddafi auf. 1975 trat das Land der Bewegung der blockfreien Staaten Staaten bei. Erwähnenswert ist auch die enge Kooperation mit der Deutschen Demokratischen Republik (DDR), so verband Erich Honecker eine Freundschaft mit Kim Il-sung und die DDR leistet wirtschaftliche Unterstützung an Nordkorea. Die Nordkoreaner unterstützen auch verschiedene revolutionäre Bewegungen und bauten u. a. Kontakte zu den Black Panther in den USA und dem African National Congress in Südafrika auf.
1983 verübte Nordkorea einen Bombenanschlag in Rangun, ein fehlgeschlagenes Attentat auf den südkoreanischen Diktator Chun Doo-hwan, der sich zu Besuch in Birma aufhielt, und tötete mehrere südkoreanische Minister. Dieser Anschlag auf neutralem Boden veranlasste viele Länder der Dritten Welt, ihre Beziehungen zu Nordkorea zu überdenken. In den 1980er Jahren verlangsamte sich das Tempo der Aufnahme neuer diplomatischer Beziehungen durch Nordkorea deshalb. Nach Kim Il-Sungs Besuch in Moskau im Jahr 1984 verbesserten sich die Beziehungen zwischen der Sowjetunion und Nordkorea, was zu erneuten Lieferungen moderner sowjetischer Waffen an Nordkorea und einer Aufstockung der Wirtschaftshilfe führte. 1987 tötete Nordkorea über 100 Menschen bei einem Bombenanschlag auf den Korean-Air-Flug 858, was international Kritik auslöste. Als Reaktion auf die Olympischen Spiele 1988 in Seoul richtete Nordkorea 1989 in Pjöngjang die 13. Weltfestspiele der Jugend und Studenten aus.

### Nach 1990
Südkorea nahm 1990 diplomatische Beziehungen mit der Sowjetunion und 1992 mit der Volksrepublik China auf, was die Beziehungen zwischen Nordkorea und seinen traditionellen Verbündeten ernsthaft belastete. Darüber hinaus hatten der Untergang der kommunistischen Staaten in Osteuropa 1989 und der Zerfall der Sowjetunion 1991 zu einem erheblichen Rückgang der Wirtschaftshilfe für Nordkorea geführt, was wiederum die Beziehungen zu Russland stark beeinträchtigte. Gleichzeitig nahm Nordkorea erstmals Beziehungen zu kapitalistischen Staaten des Westens auf und trat den Vereinten Nationen bei. In den frühen 1990er Jahren wurden die Gespräche mit Südkorea im Rahmen von dessen Nordpolitik geführt, um eine Annäherung beider koreanischer Staaten zu erreichen. Zu dieser Zeit wurde der baldige Zusammenbruch des Kim-Regimes erwartet, da die wirtschaftliche Lage in Nordkorea katastrophal war und seine Verbündeten sich abgewendet hatten. In dieser Situation entschloss sich das nordkoreanische Regime, sein Atomprogramm zu intensivieren. 1993 erklärte Nordkorea seinen Austritt aus dem Atomwaffensperrvertrag. Verhandlungen mit den USA führten schließlich 1994 zum Genfer Rahmenabkommen, welcher die Lage allerdings nur kurzzeitig entspannen konnte.
Im Jahr 2006 hat Nordkorea eine Reihe von ballistischen Raketen getestet und seinen ersten Atomwaffentest durchgeführt, nachdem chinesische Beamte den Nordkoreanern davon abgeraten hatten. Daraufhin tadelten die chinesischen Behörden öffentlich das Land, das als engster Verbündeter Nordkoreas gilt, und unterstützten die Resolution 1718 des UN-Sicherheitsrats, mit der Sanktionen gegen Nordkorea verhängt wurden. Die Isolation Nordkoreas verschärfte sich damit. 2009 trat Nordkorea einseitig von den seit 2003 geführten Sechs-Parteien-Gespräche über das nordkoreanische Kernwaffenprogramm zurück. Neue Atomtests verschärften die diplomatische Krise und führten zu neuen Sanktionen gegen Nordkorea. Eine neue diplomatische Initiative erfolgte 2018 und 2019 mit den drei Innerkoreanischen Gipfeltreffen und den Gipfeltreffen in Singapur und in Hanoi zwischen Donald Trump und Kim Jong-un, wobei trotz Absichtserklärungen keine Einigung zwischen den Parteien erfolgte. Im Rahmen des russischen Überfalls auf die Ukraine 2022 kam es stattdessen zu einer Annäherung Nordkoreas an Russland, wobei Nordkorea Waffen für die russische Kriegsführung lieferte. Im Juni 2024 unterzeichnete Nordkorea mit Russland einen gegenseitigen Beistandspakt.

## Atomprogramm und Verwicklung Nordkoreas in kriminelle Aktivitäten im Ausland

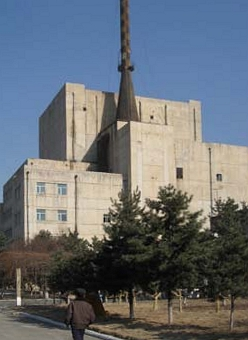
Kerntechnische Anlage Nyŏngbyŏn

Das nordkoreanische Atomforschungsprogramm wurde in den 1960er Jahren mit sowjetischer Hilfe gestartet, unter der Bedingung, dass das Land dem Atomwaffensperrvertrag beitritt. In den 1980er Jahren begann ein eigenes Programm zur Entwicklung von Kernreaktoren mit einem kleinen gasgekühlten Versuchsreaktor in Nyŏngbyŏn. Ab den 1990er Jahren trat das Land aus dem Atomwaffensperrvertrag aus, begann den Bau von Interkontinentalraketen und führte 2006 seinen ersten Atomtest durch. Das Streben nach Massenvernichtungswaffen durch Nordkorea belastete die Beziehungen zum Ausland erheblich und führte zu schweren Wirtschaftssanktionen gegen das Land. Das nordkoreanische Regime hat behauptet, sein Atomprogramm aus rein defensiven Gründen zu betreiben, hielt sich in jüngerer Zeit aber auch die Möglichkeit eines Präventivschlags offen, falls die Herrschaft des Regimes in Gefahr geraten sollte. Das Atomprogramm hat oberste staatliche Priorität und wurde in der Verfassung festgeschrieben. Laut dem Urteil ausländischer Beobachter dient es hauptsächlich dazu, das künftige Überleben des Regimes zu garantieren.
Das nordkoreanische Regime finanziert sein Atomprogramm mithilfe von zahlreichen kriminellen Aktivitäten. Bereits in den 1970er Jahren soll das Land über seine Botschaften in den internationalen Drogenhandel verwickelt gewesen sein, wobei nordkoreanische Diplomaten ihre Immunität für den Drogenschmuggel nutzten. Laut den Berichten eines übergelaufenen Diplomaten sollen die Auslandsbotschaften Nordkoreas als Profitcenter für kriminelle Geschäfte dienen, darunter Drogenhandel, Waffenhandel und Geldfälscherei. Die Botschaften finanzieren sich dadurch selbst, transferieren Gelder untereinander und überweisen Profitanteile zurück nach Nordkorea. Nordkoreanische Hacker im Auftrag des Staates sind zudem in der Cyberkriminalität aktiv, so z. B. beim Diebstahl von Kryptowährungen, wodurch Nordkorea Milliardensummen erbeutet haben soll. Eine weitere Einnahmequelle für das Regime ist der Verkauf seiner eigenen Staatsbürger als Arbeitssklaven ins Ausland, wobei der Staat 90 Prozent der Löhne einbehält.

## Beziehungen zu Nachbarstaaten

### Südkorea

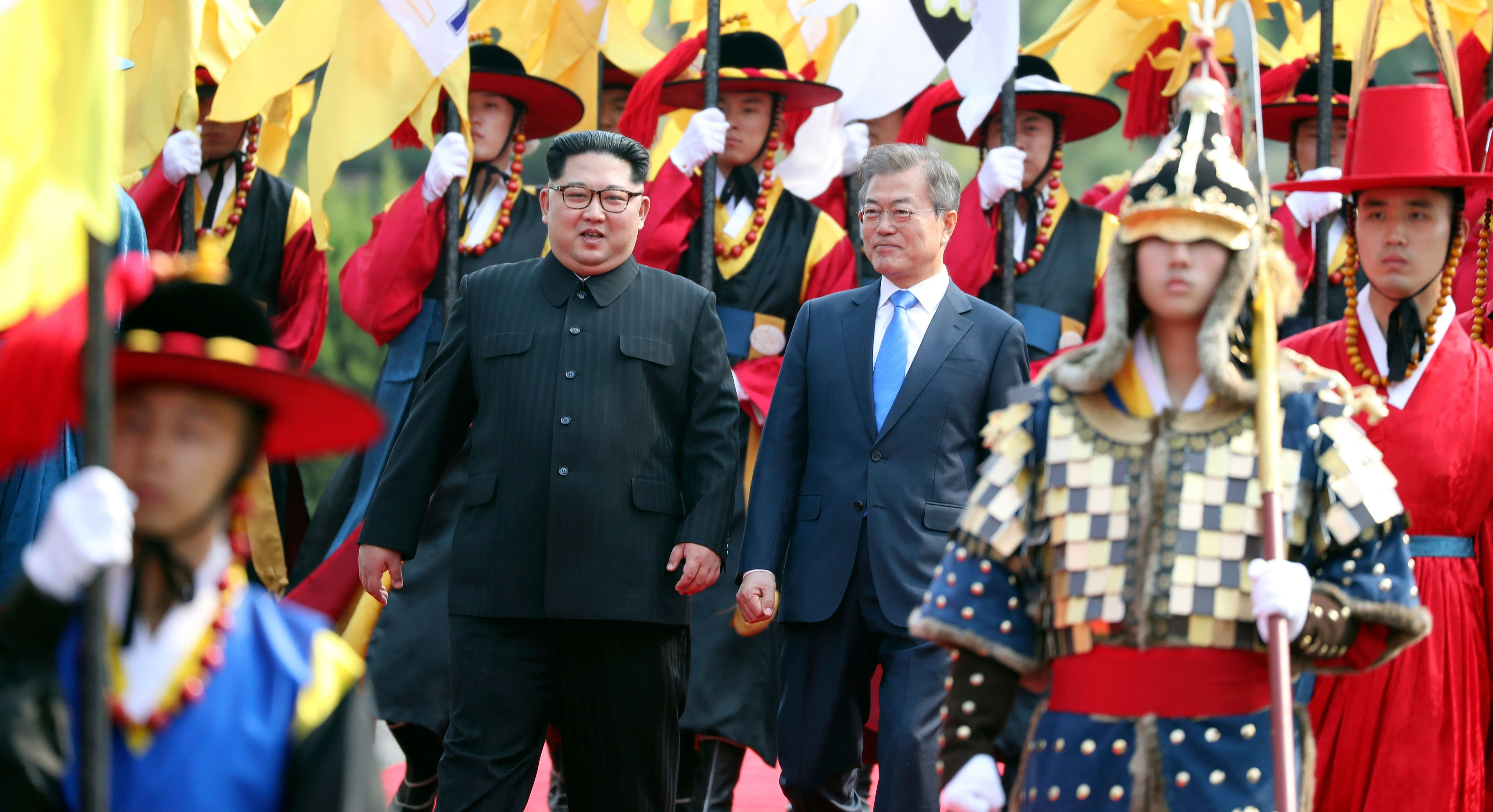
Innerkoreanischen Gipfeltreffen (2018)

Bis zur künstlichen Teilung Koreas 1945 gehörten beide Staaten zu einer sehr alten und einheitlichen koreanischen Nation. Seitdem haben sich die beiden koreanischen Staaten sehr unterschiedlich entwickelt. Nordkorea ist ein totalitärer kommunistischer Einparteienstaat, während Südkorea zu einer liberalen Demokratie mit erfolgreicher Marktwirtschaft geworden ist. Südkorea und Nordkorea erkennen sich nicht gegenseitig an und erheben Anspruch auf ihr jeweiliges Staatsgebiet. Die Grenze zwischen Nordkorea und Südkorea gilt als eine der am stärksten militarisierten der Welt. Beide Länder hatten während des Kalter Kriegs sehr angespannte Beziehungen und Nordkorea versuchte 1968 und 1983 jeweils das südkoreanische Staatsoberhaupt zu ermorden. Mit der Ende der 1980er-Jahre begonnenen Nordpolitik und später der Sonnenscheinpolitik versuchte der Süden die Beziehungen zum Norden zu verbessern und es kam bisher zu fünf Innerkoreanischen Gipfeltreffen (2000, 2007 und dreimal 2018) zwischen den Staatsoberhäuptern beider Länder.
Oktober 2024 berichtete die staatliche Nachrichtenagentur KCNA, dass Nordkorea in seiner überarbeiteten Verfassung Südkorea als „eindeutig feindlichen Staat“ bezeichnet. Damit entfernt sich Nordkorea weiter vom langjährigen Ziel einer Wiedervereinigung und strebt stattdessen ein Zwei-Staaten-System an.

### China
Die Volksrepublik China intervenierte unter Mao Zedong auf der Seite Nordkoreas im Koreakrieg. China und Nordkorea haben 1961 einen Vertrag über gegenseitige Hilfe und Zusammenarbeit unterzeichnet, der derzeit der einzige gegenseitige Verteidigungspakt ist, den beide Länder mit anderen Staaten geschlossen haben. China fungiert so bis heute als Schutzmacht der Kim-Dynastie und gilt als dessen einziger Verbündeter, auch wenn durch das nordkoreanische Kernwaffenprogramm und andere Faktoren deutliche Meinungsverschiedenheiten zwischen beiden Staaten zutage getreten sind. Die Volksrepublik China ist der nahezu einzige Handelspartner Nordkoreas und der Güteraustausch an der Grenze zwischen China und Nordkorea ist für das Land überlebenswichtig. Aufgrund im Land herrschender Unterdrückung haben zahlreiche nordkoreanische Flüchtlinge versucht, heimlich die Grenze zu China zu überqueren, um sich ins Ausland abzusetzen. Die Volksrepublik China hat ein Auslieferungsabkommen mit Nordkorea und schickt aufgegriffene Flüchtlinge aus dem Land nach Nordkorea zurück. Als oberste Priorität für China gilt die Verhinderung einer Destabilisierung Nordkoreas, weshalb auch das totalitäre und isolierte Kim-Regime toleriert wird.

### Russland

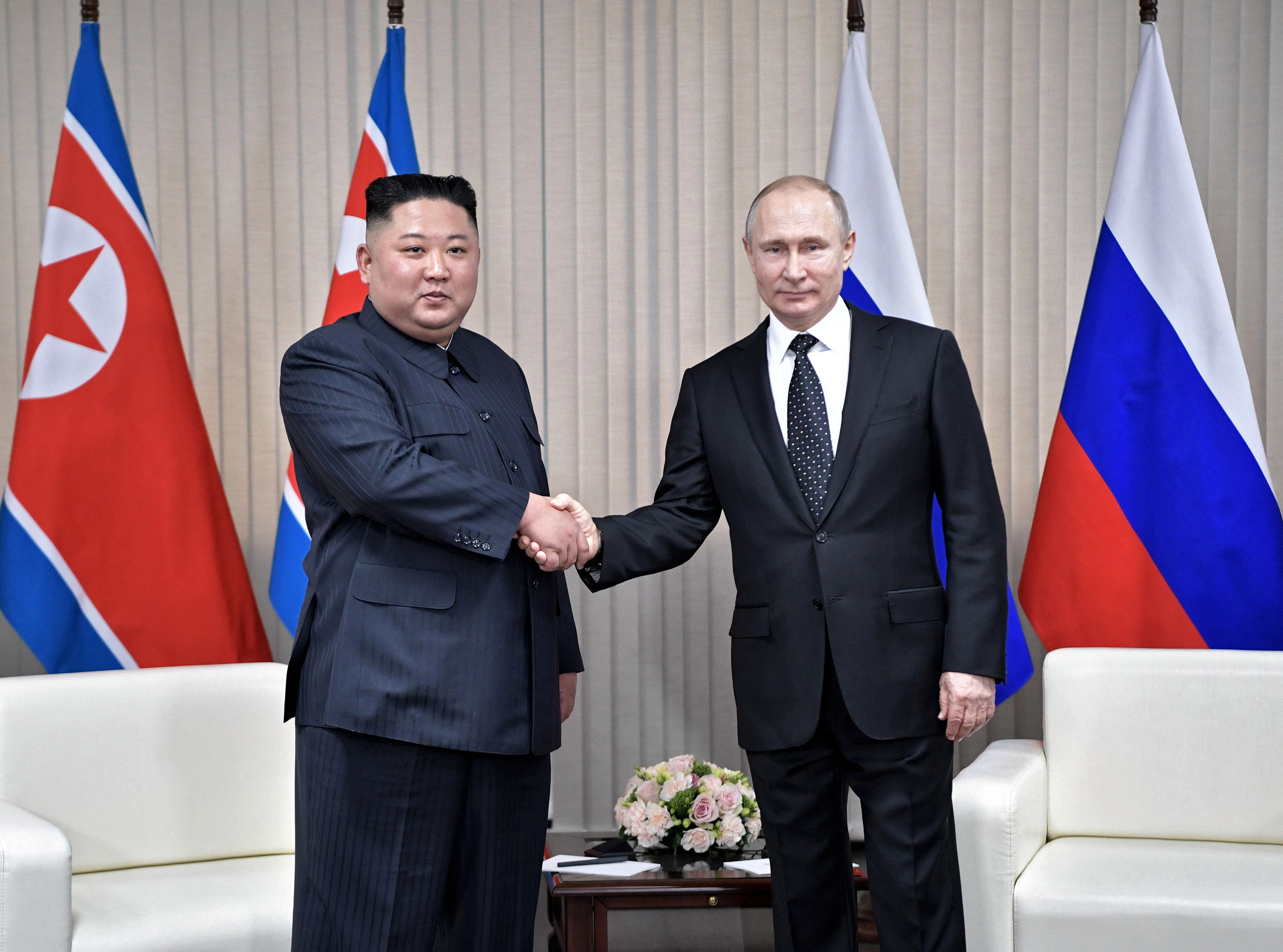
Kim Jong-un und Wladimir Putin (2019)

Die UdSSR vereinbarte auf der Konferenz von Jalta 1945 mit den Westmächten die Teilung Koreas in zwei Einflusssphären. Beide Länder waren daraufhin Verbündete und der Personenkult in Nordkorea war vom Stalinismus inspiriert, auch wenn Nordkorea versuchte eine gewisse Distanz und Unabhängigkeit zu der Sowjetunion zu wahren, insbesondere nach dem Bruch der Sowjets mit China und der Entstalinisierung. Ab 1990 bestanden nur wenig Kontakte zwischen Russland und Nordkorea und Boris Jelzin wendete sich Südkorea zu. In der Regierungszeit von Wladimir Putin verstärkten sich die Beziehungen wieder und 2022 erkannte Nordkorea als eines der wenigen Länder die Abspaltung und Annexion der Volksrepubliken Donezk und Luhansk an. Im September 2022 kaufte Russland Berichten zufolge Millionen von Granaten und Raketen aus Nordkorea, um seine Invasion in der Ukraine zu unterstützen. 2023 vereinbarten Putin und der nordkoreanische Diktator Kim Jong-il eine vertiefte Zusammenarbeit.

## Beziehungen zum restlichen Asien
Nordkorea unterhält diplomatische Beziehungen zu den meisten Staaten Asiens. Besondere historische Kontakte bestehen zu den nominell kommunistischen Staaten Vietnam, Laos und den ehemals kommunistischen Kambodscha und Mongolei. Während des Vietnamkriegs unterstützte Nordkorea Nordvietnam mit Material und Arbeitskräften, obwohl die Zahl der südkoreanischen Truppen, die für Südvietnam kämpften, größer war.

### Japan
Es bestehen keine diplomatischen Beziehungen zwischen beiden Ländern und das Verhältnis ist stark belastet. In der nordkoreanischen Propaganda wird die Zeit der japanischen Herrschaft über Korea wachgehalten und neben den USA ist Japan das häufigste ausländische Feindbild der Staatsmedien. In den 1990er-Jahren scheiterten Verhandlungen über die Aufnahme diplomatischer Beziehungen an nordkoreanischen Reparationsforderungen gegenüber Japan. Seitdem hat Nordkorea mehrmals ballistische Raketen in japanische Gewässer stürzen lassen.

### Pakistan
Die Beziehungen beider Länder gehen auf die 1970er-Jahre zurück, als beide Länder diplomatische Beziehungen aufnahmen. Pakistan soll das Atomprogramm Nordkoreas mit Geld, Fachwissen und Technologie unterstützt haben.

### Iran
Beide Länder wurden von US-Präsident George W. Bush zur Achse des Bösen gezählt und Nordkorea soll laut Berichten das iranische Atomprogramm unterstützt haben.

### Israel/Palästina
Nordkorea gehört zu den wenigen nicht-muslimischen Staaten, die Israel nicht anerkennen. Nordkorea nahm in den 1960er-Jahren Kontakte zur PLO auf und erkannte 1988 den Staat Palästina an. Darüber hinaus betrachtet Nordkorea Israel als einen „imperialistischen Satellitenstaat (der USA)“ und erkennt die Souveränität Palästinas über alle Gebiete Israels an, womit es das Existenzrecht Israels bestreitet.

### Syrien
Syrien und Nordkorea unterhalten seit Ende der 1960er Jahre enge Beziehungen, als Nordkorea Syrien in seinen Kriegen mit Israel militärische Unterstützung leistete. Nordkorea hat in Syrien einen Atomreaktor gebaut, der auf dem Design seines eigenen Reaktors beruht, und nordkoreanische Beamte reisten regelmäßig zu diesem Standort. Der syrische Reaktor wurde 2007 von Israel bei einem Luftangriff zerstört.

## Europa
Aus der Zeit des Ostblocks bestehen noch diplomatische Kontakte zu den Staaten in Ost- und Mitteleuropa. Zu den meisten westeuropäischen Staaten bestehen Beziehungen, auch wenn das Verhältnis durch das nordkoreanische Atomprogramm belastet ist.

### Deutschland
Die Beziehungen zwischen Deutschland und Nordkorea gehen auf das Jahr 1949 zurück, als die Regierungen der DDR und Nordkorea diplomatische Beziehungen aufnahmen. Die DDR war früher einer der engsten Verbündeten Nordkoreas innerhalb der kommunistischen Staaten, so dass zahlreiche Kooperationsabkommen und intensive Handelsbeziehungen zustande kamen. Nach der deutschen Wiedervereinigung unterhielt Deutschland eine diplomatische Vertretung in der ehemaligen DDR-Botschaft und eröffnete 2001 offiziell seine Botschaft in Pjöngjang, während Nordkorea im selben Jahr seine Botschaft in Berlin wieder eröffnete. Diese diplomatischen Beziehungen sind nach wie vor aktiv, aber aufgrund der massiven UN-Sanktionen gibt es nur eine sehr geringe wirtschaftliche Zusammenarbeit zwischen den beiden Ländern. Deutschland hat das nordkoreanische Atomprogramm wiederholt verurteilt.

## Afrika
Zu den meisten Staaten in Afrika unterhält Nordkorea diplomatische Beziehungen und in einigen von ihnen hat es Botschaften. Einen gewissen Einfluss in Afrika übte Nordkorea durch seine Unterstützung verschiedener Rebellenbewegungen aus. Darunter waren der African National Congress im Südafrika der Apartheid, die SWAPO in Namibia und African National Liberation Army in Simbabwe. Nordkorea unterhielt gute Kontakte zu den Regimen von Gaddafi in Libyen und Robert Mugabe in Simbabwe. Ab den 1980er Jahren bildeten Nordkoreaner simbabwische Streitkräfte aus und Simbabwe tauschte Uran gegen nordkoreanische Waffen.

## Amerika
Zu den meisten Staaten in Nord- und Lateinamerika bestehen nur wenig intensive Beziehungen. Eine Ausnahme bildet das sozialistische Kuba, welches zu den engsten Verbündeten Nordkoreas zählt. Trotz der eher eigenwilligen nordkoreanischen Chuch’e-Ideologie sehen sich beide Länder weiterhin als sozialistische Brüderstaaten an. Nach dem Tod von Fidel Castro 2016 rief Nordkorea eine dreitäge Staatstrauer aus.

### Vereinigte Staaten

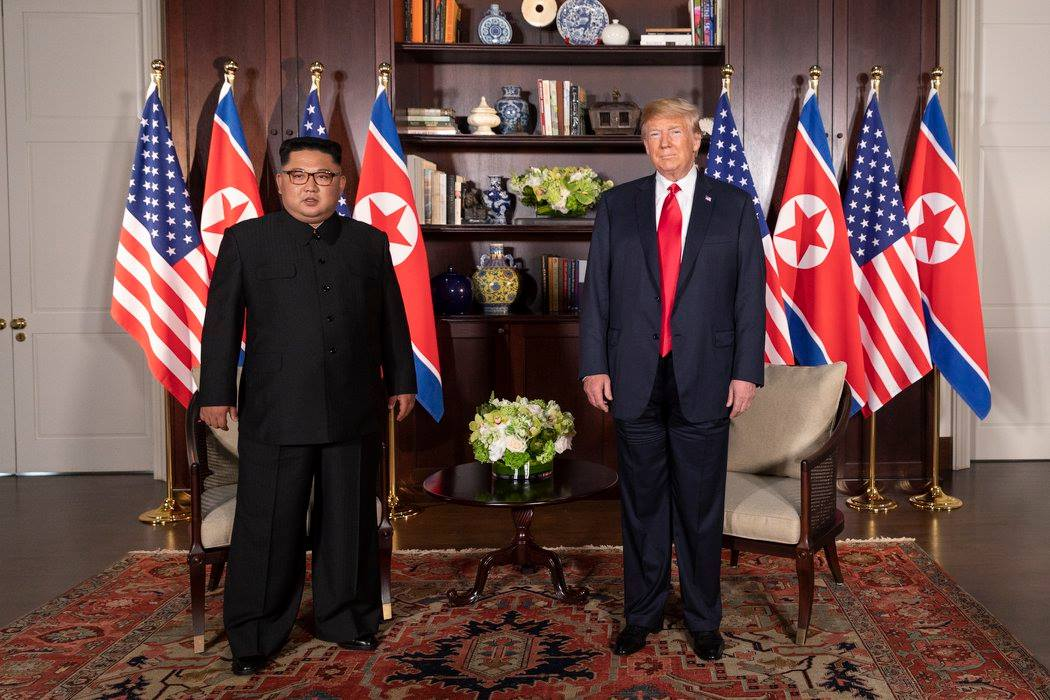
Kim Jong-un und Donald Trump (2018)

Beide Länder haben ein stark antagonistisches Verhältnis und unterhalten keine offiziellen diplomatischen Beziehungen. Seit dem Ende des Koreakriegs ist der Antiamerikanismus Teil der Staatsideologie in Nordkorea. Der Status als Supermacht und engster Verbündeter von Südkorea gibt den Amerikanern allerdings eine wichtige Rolle für die Sicherheit der koreanischen Halbinsel. So verhandelten die USA mit Nordkorea das Genfer Rahmenabkommen (1994) und waren Teil der Sechs-Parteien-Gespräche. Donald Trump wurde 2018 der erste amtierende US-Präsident, der sich mit einem nordkoreanischen Staatsoberhaupt traf. Am 30. Juni 2019 traf Präsident Trump zusammen mit Moon Jae-in in der DMZ erneut mit Kim Jong-un zusammen und überquerte kurzzeitig die Grenze zu Nordkorea, womit er der erste amtierende US-Präsident war, der Nordkorea betrat.